# Ivanovo (tỉnh)

Ivanovo Oblast (tiếng Nga: Ива́новская о́бласть, Ivanovskaya oblast) là một chủ thể liên bang của Nga (một tỉnh).
Ba thành phố lớn nhất của tỉnh này là Ivanovo (trung tâm hành chính), Kineshma, và Shuya.
Trung tâm du lịch chính là Plyos. Sông Volga chảy qua phần phía bắc của tỉnh.